# Медична діагностика

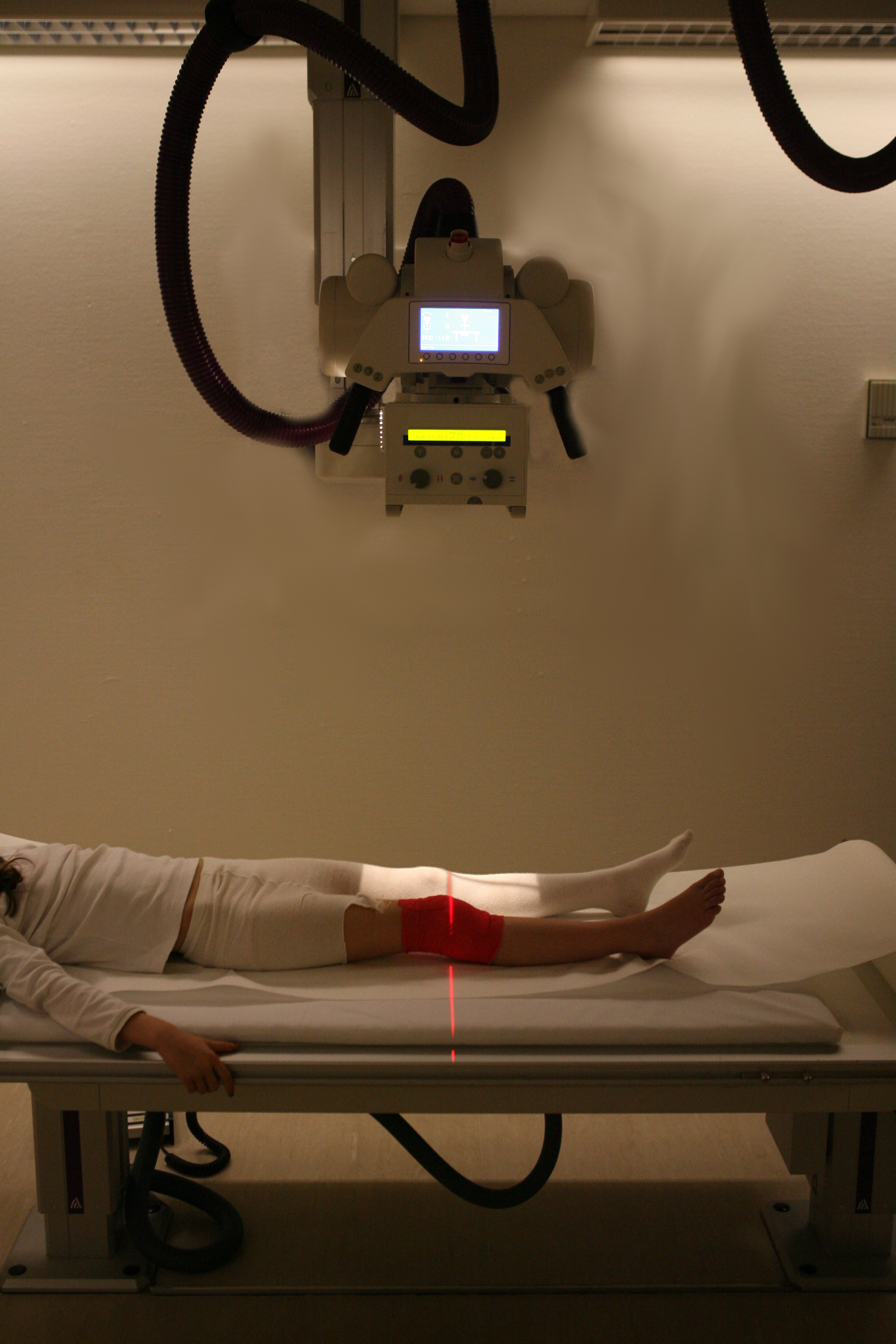
Радіографія — один із важливих методів діагностики багатьох захворювань.

Медична діагностика (дав.-гр. δια-γνωστικος — здатний розпізнавати) — комплекс заходів та досліджень, спрямованих на встановлення діагнозу, тобто точної причини захворювання, а також змін внутрішнього середовища організму та супутніх захворювань, та призначення ефективного лікування захворювання. Медична діагностика поділяється на семіотику; методи обстеження хворих, які поділяються на фізикальні методи обстеження, лабораторні та інструментальні; а також методологічні основи встановлення діагнозу.

## Проведення

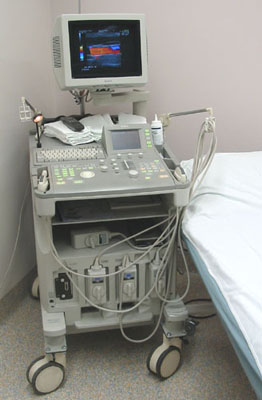
Апарат для ультразвукової діагностики

Процес встановлення діагнозу розпочинається вже від самого початку огляду хворого в лікувальному закладі або під час виклику лікаря за місцем проживання хворого. Розпочинається діагностика захворювання як фізикальне обстеження зі збору анамнезу захворювання. Після збору анамнезу лікар проводить огляд хворого, під час якого він здійснює перкусію та аускультацію пацієнта, пальпацію ділянки захворювання, вимірює у хворого артеріальний тиск, частоту серцевих скорочень та частоту дихання, і вимірює температуру тіла пацієнта. Дані анамнезу та огляду хворого заносяться до медичної документації (історії хвороби або амбулаторної картки пацієнта).
Для уточнення діагнозу захворювання хворому також призначаються лабораторні, інструментальні та фізикальні методи обстеження.
Лабораторні методи обстеження включають загальноклінічні аналізи, до яких входять загальний аналіз крові, загальний аналіз сечі та аналіз калу. До лабораторних методів обстеження належать також біохімічні методи обстеження, під час яких визначається рівень глюкози, креатиніну, сечовини, білірубіну, ферментів печінки, ліпідів крові; коагулограма, при якій аналізуються показники зсідання крові; обстеження із визначення гормонів крові; визначення онкомаркерів; аналізи крові та інших біологічних матеріалів на інфекційні захворювання; алергологічні, токсикологічні, цитологічні та паразитологічні обстеження.
До інструментальних методів обстеження належать рентгенологічні, ендоскопічні, ультразвукові, методи реєстрації електричної активності органів (зокрема ЕКГ та ЕЕГ) та ряд інших методів обстеження.
До рентгенологічних методів обстеження відноситься рентгенографія, рентгеноскопія, томографія, скринінговий метод для раннього виявлення захворювань дихальної системи — флюорографія, а також метод обстеження зі створенням зображень органів із високою роздільною здатністю — комп'ютерна томографія. Близьким до цього методу, хоча й із використанням інших фізичних явищ, є магнітно-резонансна томографія та позитрон-емісійна томографія. У діагностиці також можуть застосовуватися рентгенологічні методи обстеження із використанням рентгеноконтрастних препаратів.
Ендоскопічні методи обстеження, принципом яких є спостереження змін внутрішніх органів та порожнин людського організму з допомогою спеціального прилада — ендоскопа, застосовуються переважно для діагностики захворювань порожнистих і порожнинних органів. До них належать фіброгастродуоденоскопія, колоноскопія, ректороманоскопія, риноскопія, ларингоскопія, бронхоскопія, цистоскопія, кольпоскопія, лапароскопія, артроскопія та ряд інших обстежень. Ендоскопічні методи можуть поєднувати у собі як діагностичну мету, в тому числі взяття біопсії ураженого органу, при проведенні даних методів обстеження можуть також проводитись лікувальні маніпуляції. Окрім того, найчастіше для вивчення стану органів травної системи застосовується відеокапсульна ендоскопія, під час якої в травний тракт хворого вводиться відеокапсула, яка самостійно рухається травним трактом і робить знімки стінок органів травної системи, що допомагає лікарю краще оцінити стан ураженого органу.
Для обстеження щільних органів застосовуються ультразвукові методи обстеження. Ультразвукове обстеження застосовується для діагностики захворювань печінки, підшлункової залози, жовчного міхура, селезінки, нирок, сечового міхура, простати, жіночих статевих органів, молочних залоз, серця і судин, суглобів, застосовується також для діагностики патологічних станів у плода.
Для діагностики розладів частини систем та органів використовуються методи реєстрації електричної активності органів, до яких належать, зокрема, ЕКГ та ЕЕГ.
У діагностиці різних захворювань також можуть використовуватися інші методи обстеження, зокрема введення в організм радіоактивних ізотопів та отриманні зображення шляхом визначення виділеного ними випромінювання (сцинтиграфія); реєстрація виділеного тепла з організму людини (термографія); пункційна біопсія та ряд інших методів діагностики захворювань, які є специфічними для різних розділів медицини.